# 德比郡
德比郡（讀音：/'dɑːbɪʃə/ⓘ），英國英格蘭東米德蘭茲的郡，行政總部位於馬特洛克（Matlock）。以人口計算，德比是最大城市，切斯特菲爾德是第一大鎮（Town）。
德比郡是34個非都市郡之一，實際管轄8個非都市區，佔地2,547平方公里（第20），有754,100人口（第11）；如看待成48個名譽郡之一，它名義上包含多1個單一管理區─德比，佔地增至2,652平方公里（第21），人口增至990,400（第20）。
峰區國家公園（Peak District National Park）的大部分範圍位於德比郡北部。

## 行政區劃
| |
| 1. 海皮克 2. 德比郡河谷 3. 德比郡南 4. 埃里沃什 5. 安伯瓦利 6. 德比郡東北 7. 切斯特菲爾德 8. 博爾索弗 9. 德比（單一管理區） |

打比郡是非都市郡，實際管轄8個非都市區：海皮克（High Peak）、德比郡谷地（Derbyshire Dales）、德比郡南（South Derbyshire）、埃里沃什（Erewash）、安伯瓦利（Amber Valley）、德比郡東北（North East Derbyshire）、切斯特菲爾德（Chesterfield ）、博爾索弗（Bolsover）；如看待成名譽郡，它名義上包含多一個單一管理區：德比（Derby）。

## 地理
下圖顯示英格蘭48個名譽郡的分佈情況。打比郡，北與南約克郡相鄰，東與諾丁漢郡相鄰，東南與萊斯特郡相鄰，南與沃里克郡相鄰，西南與斯塔福德郡相鄰，西北（由南至北排列）與柴郡、大曼徹斯特郡、西約克郡相鄰。
德比郡位處英格蘭中部，整個德比郡主要以山脈為主。聚落方面主要以農業為主，約75%人口集中在25%的地區。

## 人口
|                      | 1801    | 1851    | 1901    | 1911    | 1921    | 1931    |
| -------------------- | ------- | ------- | ------- | ------- | ------- | ------- |
| 德比郡（不包括德比） | 132,786 | 223,414 | 465,896 | 542,697 | 565,826 | 590,470 |
| 德比                 | 14,695  | 48,506  | 118,469 | 132,188 | 142,824 | 154,316 |
| 德比郡（包括德比）   | 147,481 | 271,920 | 584,365 | 674,885 | 708,650 | 744,786 |

|                      | 1939    | 1951    | 1961    | 1971    | 1981    | 1991    | 2001    |
| -------------------- | ------- | ------- | ------- | ------- | ------- | ------- | ------- |
| 德比郡（不包括德比） | 613,301 | 637,645 | 651,284 | 666,013 | 687,404 | 717,935 | 734,585 |
| 德比                 | 167,321 | 181,423 | 199,578 | 219,558 | 214,424 | 225,296 | 221,716 |
| 德比郡（包括德比）   | 780,622 | 819,068 | 850,862 | 885,571 | 871,828 | 943,231 | 956,301 |

## 體育
- 打比郡足球會
- 車士打菲特足球會

## 友好城市
- 豐田市（日本）
- 马梅洛迪市（南非）
- 山西省（中国）